# Norden (Niemcy)
Norden (wschodniofryz. Nörden) – miasto położone na północy Niemiec, w kraju związkowym Dolna Saksonia, w powiecie Aurich, nad Morzem Północnym, ok. 430 km na północny zachód od Berlina.
Powierzchnia miasta wynosi 104,39 km², natomiast w grudniu 2008 roku liczba mieszkańców wynosiła 25 099.

## Transport
W mieście znajduje się stacja kolejowa Norden, a w dzielnicy Norddeich stacja Norddeich.

## Współpraca
- Bradford-on-Avon, Anglia
- Pasewalk, Meklemburgia-Pomorze Przednie